# Sarasvatifloden

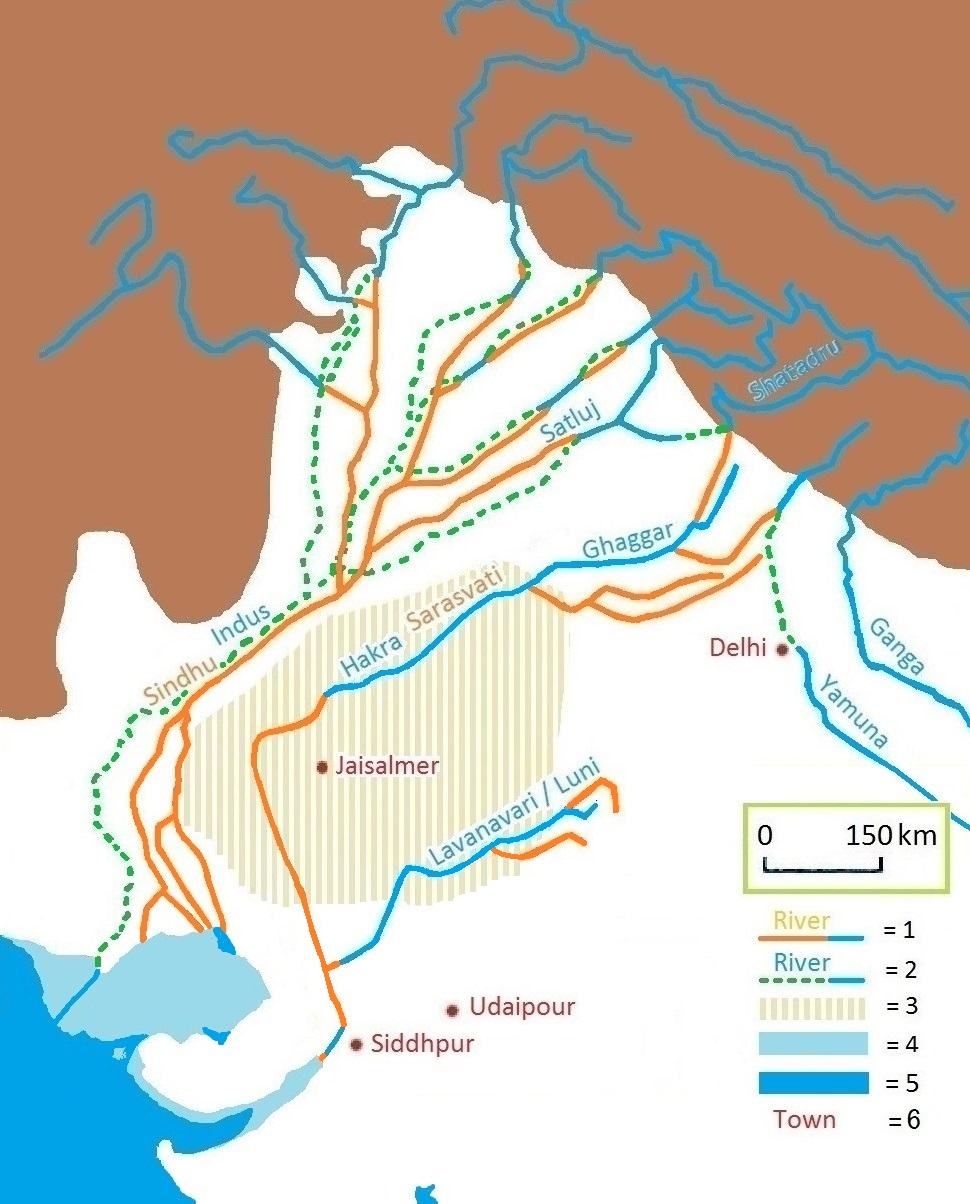
Sarasvatifloden

Sarasvati (Saraswati) är en mindre flod i nordvästra Indien. I delstaten Haryana ansluter den sig till den större Ghaggarfloden. I näraliggande Gujarat finns en mindre flod, som också kallas Sarasvati. Den rinner från Aravallibergen ut i Rann of Kutch.
I den indiska legenden är Sarasvati en stor och mycket viktig flod, kring vilken en uråldrig civilisation uppstod, Induskulturen.